# Africký mor prasat
Africký mor prasat (zkratka: AMP, latinsky pestis africana suum) je vysoce nakažlivé virové onemocnění prasat domácích a prasat divokých, způsobené DNA virem rodu Asfivirus. Nemoc se vyskytuje endemicky u volně žijících prasat savanových a bradavičnatých v subsaharské Africe.

## Původce
Nemoc způsobuje DNA virus rodu Asfivirus, čeledi Asfarviridae. Jedná se o jediný DNA virus přenášený členovci, přesněji klíšťáky rodu Ornithodoros, u nichž se může virus přenášet i vertikálně (tedy ze samičky na potomstvo). Klíšťáci rodu Ornithodoros se vyskytují pouze v tropických a subtropických oblastech. Přenos AMP skrze klíšťáky je nejčastější u divokých prasat v Africe. Klíšťáci se vyskytují nejseverněji v oblastech Středozemního moře. Například ve Španělsku či na Sardinii hráli klíšťáci významnou roli při epidemiích AMP u tamních populací prasat. V oblastech bez výskytu klíšťáků (mírné pásmo Evropy, Asie, Severní Ameriky) se nemoc přenáší pouze přímým kontaktem či krmivem. Blechy, vši, krevsající mouchy, komáři ani klíšťata virus nepřenášejí.
Virus je odolný vůči vnějším faktorům, může zůstat infekční více než rok v krevním séru, zůstává infekceschopný řadu měsíců ve zmraženém mase či sušeném mase z nakažených zvířat,
nicméně konzumace tohoto masa je pro člověka bez nebezpečí.

## Epizootologie

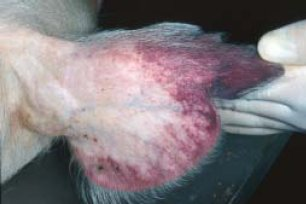
Africký mor prasat se může projevovat krváceninami na ušních boltcích prasat

Jde o nákazu povinně hlášenou a v případě výskytu na území EU se vyhlašují mimořádná veterinární opatření. Nemocná zvířata se neléčí. Vakcína proti AMP k roku 2016 neexistuje a jedinou prevencí je tak samotná ochrana před zavlečením tohoto viru. Člověk není vůči viru AMP vnímavý.

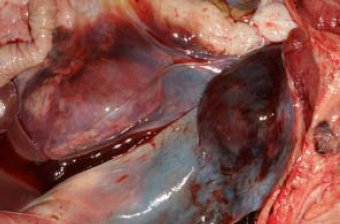
Africký mor prasat způsobuje podlitiny a vnitřní krvácení.

### Klinické příznaky
Zatímco u divokých afrických prasat je onemocnění bez příznaků, u prasat domácích a evropských divokých prasat je charakterizováno hemoragickou horečkou, apatií, depresí, cyanotickými skvrnami na kůži a krváceninami na sliznicích a orgánech, ve většině případů končí smrtí nakaženého zvířete během několika dní. Mezi onemocnění, která mohou vykazovat podobné příznaky u prasat, patří klasický mor prasat, Aujeszkyho choroba, vezikulární stomatitida, vezikulární choroba prasat, či slintavka a kulhavka.

### Výskyt v Evropě
V letech 2007 - 2017 byly zaznamenány případy výskytu nákazy na území osmi států východní a střední Evropy a na Sardinii.

### Výskyt první nákazy v České republice (2017)

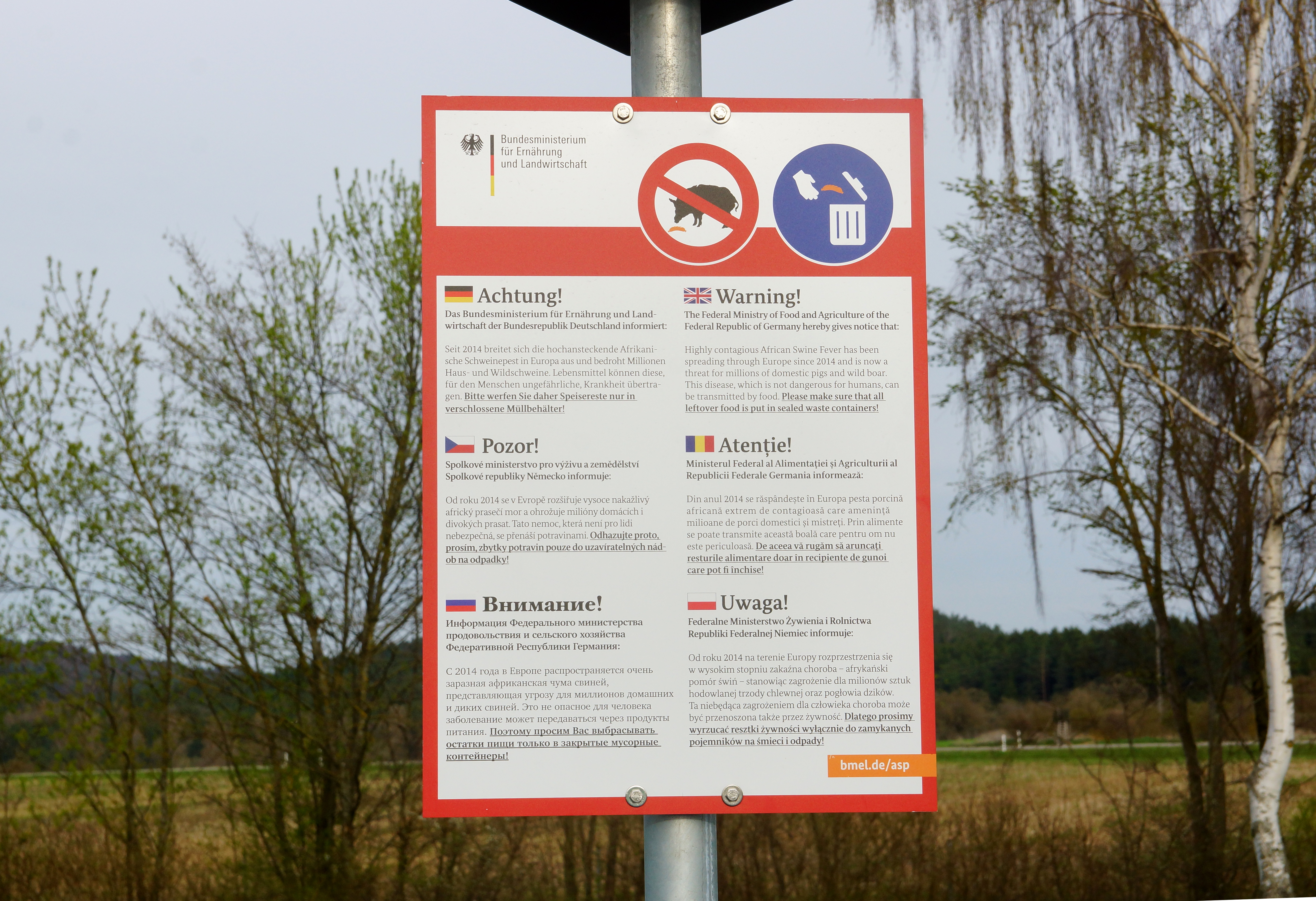

První případ výskytu AMP na území ČR byl zaznamenán v červnu 2017, a to u dvou prasat divokých na Zlínsku. Dne 3. července 2017 bylo nalezeno ve stejné oblasti 17 nově uhynulých kusů, přičemž u 4 z nich byl diagnostikován virus AMP. Tzv. zamořená oblast se tak k danému datu rozšířila na celý zlínský okres.
Příslušná veterinární správa nechala jako opatření ohradit nakaženou zónu pachovými ohradníky v celkové délce 44,5 km a podařilo se jí udržet nakažená prasata v této zóně.